# DB Fernverkehr
A DB Fernverkehr AG a Deutsche Bahn egy félfüggetlen leányvállalata, ami a távolsági személyszállító vonatokat működteti Németországban. 1999-ben alapították a német Deutsche Bahn privatizációjának a második felvonásában DB Reise & Touristik néven, de 2003-ban átkeresztelték DB Fernverkehr AG névre.
A DB Fernverkehr működteti az Intercity Express és InterCity szolgáltatásokat Németországban, illetve a Németországból a környező országokba közlekedő EuroCity járatokat. A többi leányvállalataitól eltérően (DB Regio és DB Schenker Rail (azelőtt DB Cargo vagy Railion)), a DB Fernverkehr még mindig monopólium, több száz vonatot indít nap mint nap, amíg a versenytársak távolsági szolgáltatásai együttvéve sem több, mint 10-15 járat/nap.